# Põdruse
Põdruse – wieś w Estonii, w prowincji Virumaa Zachodnia, w gminie Haljala.